# GTI-Treffen
GTI-Treffen (também chamado de Wörthersee Treffen, em português: encontro no lago Wörth) é um evento automotivo localizado na cidade austríaca de Reifnitz. Realizado anualmente ao lado do lago Wörthersee, o evento é considerado como o maior encontro de colecionadores, donos e interessados na marca Volkswagen do mundo.
O primeiro GTI-Treffen foi realizado em 1981, sob a organização de Erwin Neuwirth e reuniu em torno de 100 participantes. Na edição de 2015, passaram pelo evento, mais de 200.000 pessoas. Somente em 2006 que a empresa Volkswagen passou a patrocinar o encontro. Desde 1982, o evento só não ocorreu entre os anos de 1993 e 1995 e desta maneira, o GTI-Treffen é o principal evento do sul do país, muito aguardado no meio de negócios turístico, como hotéis restaurantes e similares.